# 広島県道29号吉田豊栄線
広島県道29号吉田豊栄線（ひろしまけんどう29ごうよしだとよさかせん）は、広島県安芸高田市から同県東広島市を結ぶ県道（主要地方道）である。

## 概要

### 路線データ
- 起点：広島県安芸高田市吉田町常友・青迫交差点（国道54号〔国道183号重複〕交点）
- 終点：広島県東広島市豊栄町乃美・乃美交差点（国道375号〔国道486号重複〕交点）
- 総延長：約20.3 km

## 歴史
- 1993年（平成5年）5月11日 - 建設省から、県道吉田豊栄線が吉田豊栄線として主要地方道に指定される[1]。

## 路線状況
起点付近を除いて2車線の道が続くが、道幅は若干狭く、路線の大半で最高速度が40km/hに制限されている。

### 重複区間
- 広島県道318号上入江吉田線（安芸高田市吉田町吉田 - 安芸高田市吉田町国司）
- 広島県道37号広島三次線（安芸高田市向原町戸島・吉田分かれ交差点 - 安芸高田市向原町坂・向原駅東交差点）

## 地理

### 通過する自治体
- 安芸高田市
- 東広島市

### 交差する道路
| 交差する道路                           | 市町村名   | 交差する場所         | 交差する場所      |
| -------------------------------------- | ---------- | -------------------- | ----------------- |
| 国道54号 国道183号 重複                | 安芸高田市 | 吉田町常友           | 青迫交差点 / 起点 |
| 広島県道318号上入江吉田線 重複区間起点 | 安芸高田市 | 吉田町吉田           |                   |
| 広島県道318号上入江吉田線 重複区間終点 | 安芸高田市 | 吉田町国司（くにし） |                   |
| 広島県道37号広島三次線 重複区間起点    | 安芸高田市 | 向原町戸島           | 吉田分かれ交差点  |
| 広島県道37号広島三次線 重複区間終点    | 安芸高田市 | 向原町坂             | 向原駅東交差点    |
| 広島県道438号羽出庭向原線              | 安芸高田市 | 向原町坂             |                   |
| 広島県道341号吉原清武線                | 東広島市   | 豊栄町清武           |                   |
| 広島県道342号別府河内線                | 東広島市   | 豊栄町別府（べふ）   |                   |
| 国道375号 国道486号 重複               | 東広島市   | 豊栄町乃美           | 乃美交差点 / 終点 |